# 松本晶恵
松本 晶恵（まつもと あきえ、1987年6月3日 - ）は、群馬県前橋市出身の競艇選手。登録番号4399。身長155cm。血液型A型。98期。群馬支部所属。同期に鶴本崇文、松田祐季、平山智加らがいる。

## 来歴
- やまと競艇学校時代、リーグ戦勝率3.93（準優出以上なし）の成績を残した。
- 2006年5月10日、桐生競艇場でデビュー（6着）。
- 2007年2月15日、多摩川競艇場での第43回サンケイスポーツ賞3日目3Rで初勝利（79走目）。
- 2008年7月8日、宮島競艇場での「第6回プリンセスカップ」で初優出（4着）[1]。
- 2010年3月2日、下関競艇場でのG1第23回女子王座決定戦競走にG1初出場。翌3日、5RでG1初勝利[2]。
- 2012年6月7日、丸亀競艇場でのプリンセスナイトレースで初優勝（優出12回目）。
- 2015年3月16日、福岡競艇場でのヴィーナスシリーズ第12戦で逃げでを決めて2回目の優勝。
- 2015年6月8日、住之江競艇場での日刊スポーツ杯・男女W優勝戦で2コースから細川裕子を差し切って3回目の優勝。2015年後期適用勝率は自身初の7点オーバーとなる、勝率7.05（2連対率58.7%・3連対率71.75%）の好成績を残している。
- 2016年12月31日、平和島競艇場にて開催された第5回クイーンズクライマックスにおいて、1コースから逃げを決めて初のG1を獲得（優勝賞金は1,200万円）。これにより2017年3月15日より児島競艇場での第52回総理大臣杯の出場権を獲得した。また、2016年の獲得賞金を4,493万6,000円として、初の賞金女王となった（選手全体の賞金ランキングでは38位）。
- 2018年の12月31日、平和島競艇場において開催された第7回クイーンズクライマックスで2回目のG1優勝。